# Minibar
Minibar är ett litet kylskåp som brukar finnas i hotellrum. Minibaren fylls på varje dag, och hotellet tar betalt för det som fattas.

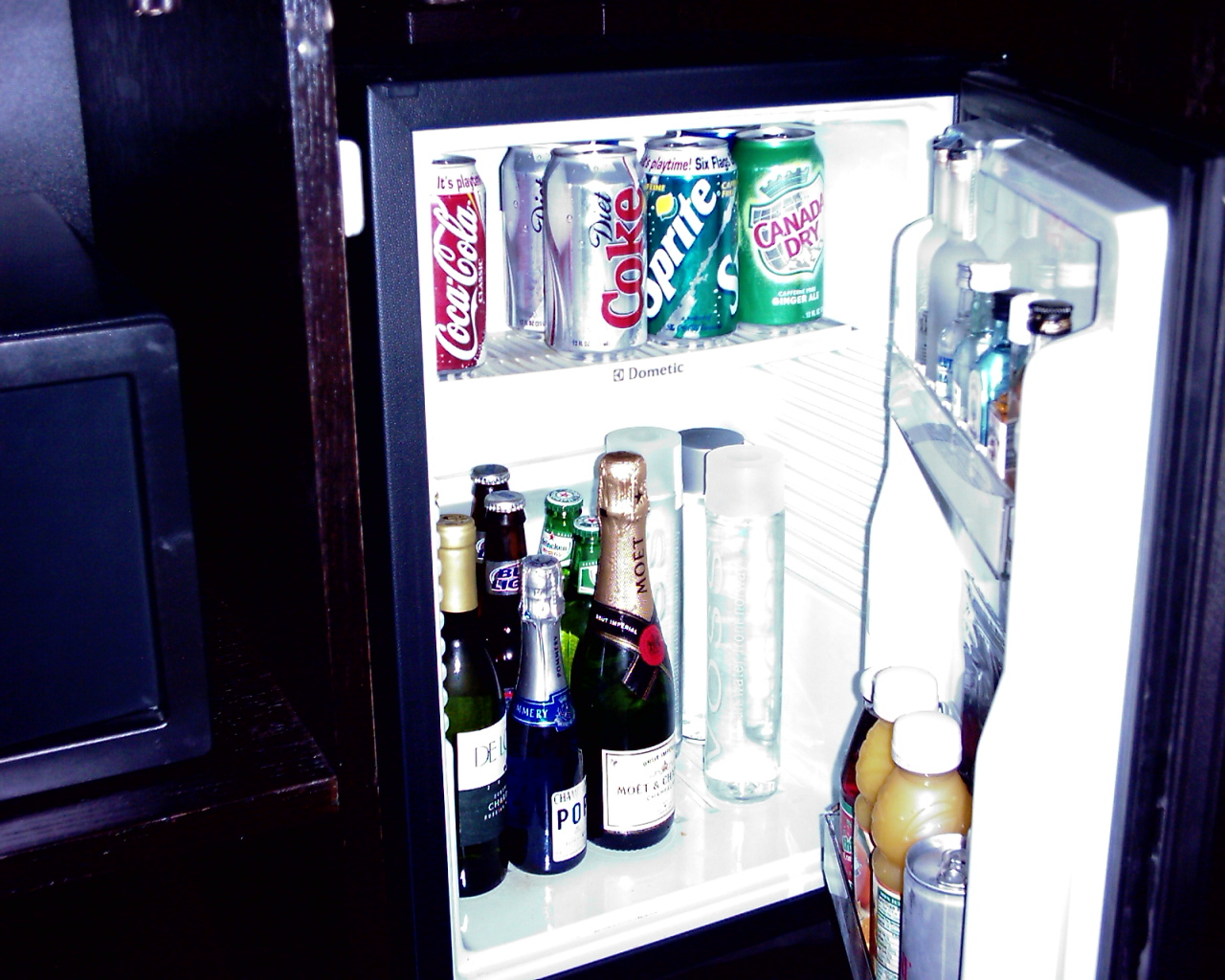
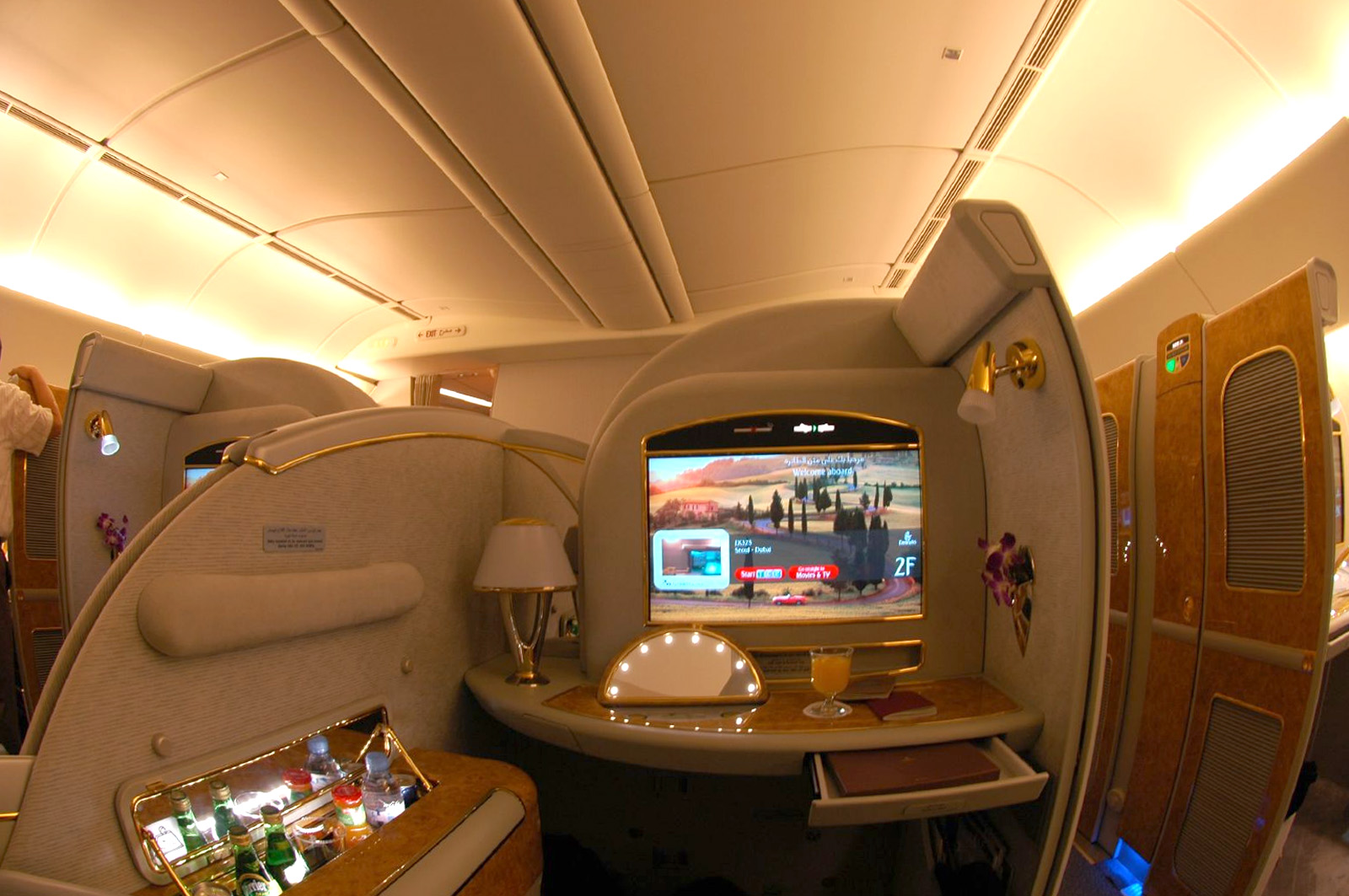